# دایان شالت
دایان شالت (به انگلیسی: Diane Shalet) (زاده ۲۳ فوریهٔ ۱۹۳۵-درگذشته ۲۳ فوریهٔ ۲۰۰۶) بازیگر آمریکایی بود.
از فیلم‌های معروف او می‌توان به بازی در فیلم آخرین سرمایه‌دار بزرگ اشاره کرد.